# Абд аль-Кадір II
Абд аль-Кадір II (*араб. عبد القادر الثاني; д/н — після 1606) — 9-й макк (султан) Сеннару в 1604—1606 роках.

## Життєпис
Походив з династії Фунджі. Син макка Унсала I. 1604 року посів трон. Був налаштований дотримуватися миру із сусідами. Разом з тим сучасники описували його нездарого володаря.
1606 року новий ефіопський негус Сусеньйос I прислав у подарунок Абд аль-Кадіру II нагарит (барабан), пишно прикрашений золотом, який був однією з традиційних емблем ефіопської монархії. У відповідь макк надіслав мисливського соколу. Втім знать повстала, ймовірно невдаволена союзом з Ефіопією, поваливши Абд аль-Кадіра II. Новим володарем став його брат Адлан I.
Абд аль-Кадір втік до Ефіопії, де був призначений намісником міста Чілга, на сеннаро-ефіопському кордоні. Подальша доля невідома.